# Heart Strings Tour
Heart Strings Tour —en español: Gira Cuerdas del corazón — fue una gira de la cantante galesa Bonnie Tyler en la promoción de su álbum de 2003 Heart Strings. El álbum fue grabado con la ciudad de Praga con la Orquesta Filarmónica de Praga, pero debido a las dificultades obvias de tocar con la orquesta, Tyler sólo realizó su gira con su banda.

## Lista de canciones
1. «Have You Ever Seen the Rain?»
2. «Human Touch»
3. «I Still Haven't Found What I'm Looking For»
4. «To Love Somebody»
5. «Lost in France»
6. «In My Life»
7. «Learning To Fly»
8. «Straight From The Heart»
9. «Everybody Hurts»
10. «Need Your Love So Bad»
11. «It's a Heartache»
12. «Bitterblue»
13. «Total Eclipse of the Heart»
14. «Faster Than the Speed of Night»
15. «Turtle Blues»
16. «Amazed»
17. «Holding Out for a Hero»

Tyler también interpretó Lean On Me en una ocasión.

## Fechas
| Fecha               | Ciudad        | País     |
| ------------------- | ------------- | -------- |
| 28 de abril de 2003 | Chemnitz      | Alemania |
| 29 de abril de 2003 | Hamburg       | Alemania |
| 30 de abril de 2003 | Krefeld       | Alemania |
| 2 de mayo de 2003   | Bonn          | Alemania |
| 3 de mayo de 2003   | Gelsenkirchen | Alemania |
| 4 de mayo de 2003   | Dresde        | Alemania |
| 5 de mayo de 2003   | Stuttgart     | Alemania |
| 9 de mayo de 2003   | Paderborn     | Alemania |
| 11 de mayo de 2003  | Bamberg       | Alemania |
| 12 de mayo de 2003  | Tuttlingen    | Alemania |

Tyler encabezó en el festival Donauinselfest 2003 junto a Snap!! y Deichkind, donde interpretó canciones del nuevo álbum, así como varios éxitos anteriores.

## Banda
- Grahame Rolfe - Batería
- Matt Prior - Guitarra
- Ed Poole - Bajo eléctrico
- John Young - Piano, teclado
- Keith Atack - Guitarra, teclado

## Emisiones y grabaciones
A los conciertos no se les dio mucho apoyo comercial. Aparte de algunos extractos de la gira que se encuentran en YouTube, no se publicaron las grabaciones oficiales.